# Camponotus gabonensis
Camponotus gabonensis é uma espécie de inseto do gênero Camponotus, pertencente à família Formicidae.